# Jean Vuarnet
Jean Vuarnet (n. 18 ianuarie 1933, Le Bardo⁠(d), Guvernoratul Tunis, Tunisia – d. 1 ianuarie 2017, Sallanches, Auvergne-Rhône-Alpes, Franța) a fost un schior alpin ce a reprezentat Franța, medaliat olimpic. A participat la o ediție a Jocurilor Olimpice (1960) în care a câștigat o medalie de aur.

## Participări
Lista de mai jos prezintă principalele competiții la care a participat Jean Vuarnet de-a lungul carierei.
- alpine skiing at the 1960 Winter Olympics – men's downhill[*]